# Vaidotas

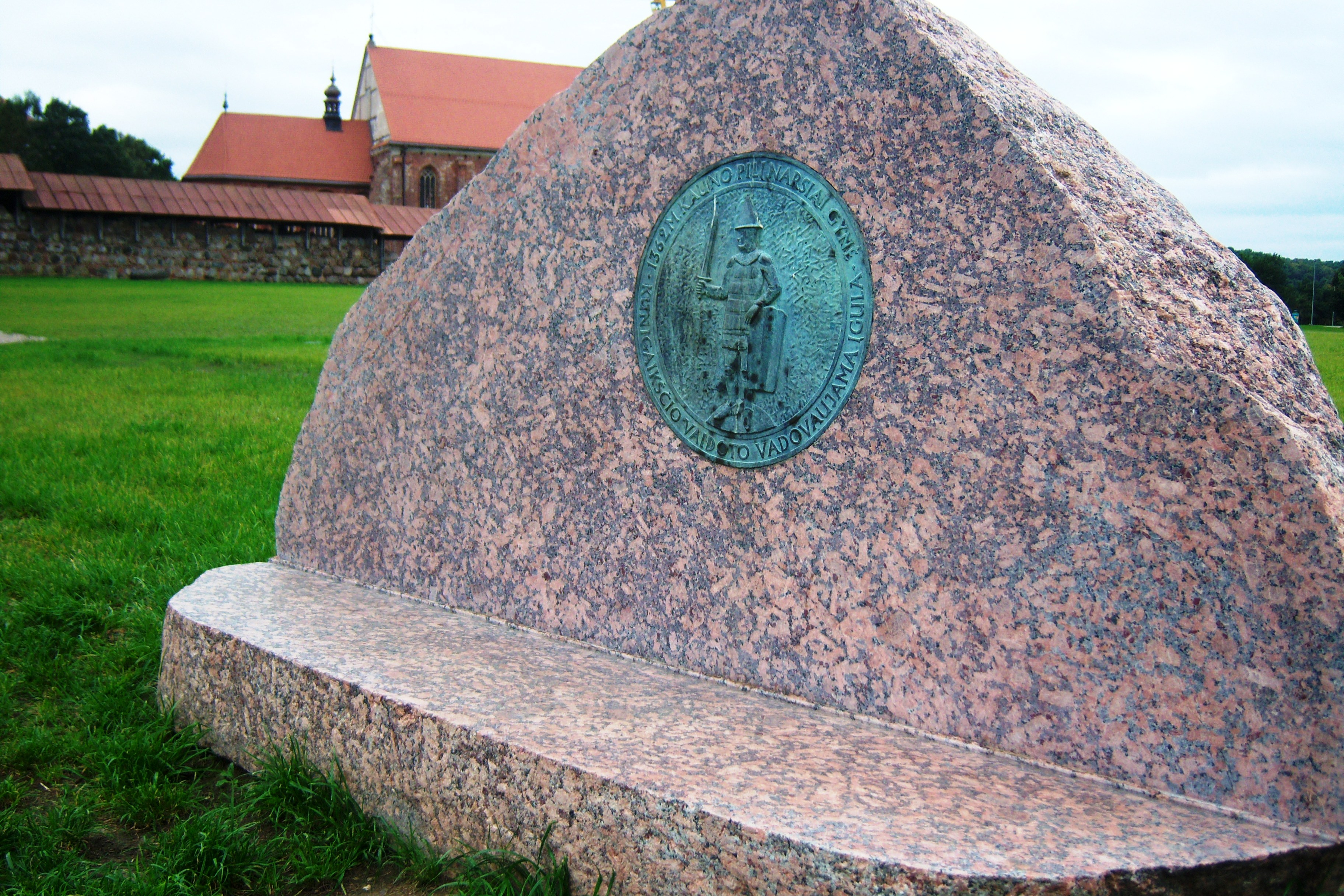
Andenken-Stein an der Burg Kaunas

Vaidotas (* im 14. Jahrhundert; † nach 1401) war der Sohn des Fürsten Kęstutis im Großfürstentum Litauen, der bei der Verteidigung der strategisch wichtigen litauischen Burg Kaunas starb. Es ist wenig darüber bekannt, aber es wird in den Chroniken und in den chrestomatischen Quellen der Geschichte Litauens erwähnt, ebenso wie die Verteidigung der Burg von Kaunas selbst. 1401 wird im Dokument des Großfürsten Vytautas, Bruder von Vaidotas, erwähnt, dass Vytautas die Verwaltung der heutigen belarussischen Stadt Nawahrudak seinen Brüdern Vaidotas und Tautvilas Kęstutaitis in gleichen Teilen anvertraut hatte.

## Andenken
- seit 1992: Mechanisiertes Infanteriebataillon des Fürsten Vaidotas (Kunigaikščio Vaidoto mechanizuotasis pėstininkų batalionas), Litauisches Heer
- 1998–2016: Vaidotas-Hauptschule Kaunas[1]
- 2008: Andenkentafel und -stein bei der Burg Kaunas